# Haworthia truncata
Haworthia truncata ist eine Pflanzenart der Gattung Haworthia in der Unterfamilie der Affodillgewächse (Asphodeloideae).

## Beschreibung
Haworthia truncata wächst stammlos und langsam sprossend. Die zehn bis zwölf plötzlich gestutzten Laubblätter sind zweizeilig am Trieb angeordnet. Die dunkel graugrüne Blattspreite ist 1,2 bis 4 Zentimeter breit und 0,3 bis 1 Zentimeter dick. Die halb durchscheinenden Endflächen sind flach bis wenig gefurcht. Die Blattoberfläche ist rau. Auf ihr befinden sich winzige Warzen.
Der Blütenstand erreicht eine Länge von bis zu 20 Zentimeter und besteht aus 20 bis 30 Blüten. Die Blüten sind weiß und bräunlich geadert.

## Systematik und Verbreitung
Haworthia truncata ist in der südafrikanischen Provinz Westkap in der Kleinen Karoo verbreitet.
Die Erstbeschreibung durch Selmar Schönland wurde 1910 veröffentlicht.
Es werden folgende Varietäten unterschieden:
- Haworthia truncata var. truncata
- Haworthia truncata var. maughanii (Poelln.) B.Fearn

## Nachweise